# 雷讷瓦勒
雷讷瓦勒（法語：Renneval，法語發音：[ʁɛnval]）是法国上法蘭西大區埃纳省的一个市镇，属于拉昂区。

## 地理
雷讷瓦勒（49°44'26"N, 4°2'55"E）面积6.82 平方千米，位于法国上法蘭西大區埃纳省，该省份为法国北部内陆省份，北起北部省，西接索姆省和瓦兹省，东临阿登省和马恩省，西南至塞纳-马恩省，东北部与比利时接壤。
与雷讷瓦勒接壤的市镇（或旧市镇、城区）包括：绍尔斯、达尼朗贝西、蒂耶拉什地区莫尔尼、圣热讷维耶沃、维尼厄-奥凯、万西-勒伊和马尼。

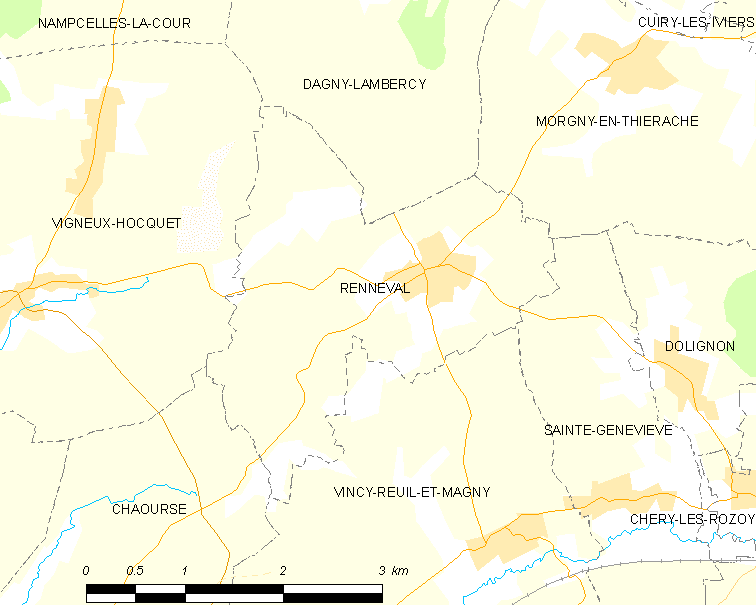
雷讷瓦勒的OSM定位图

雷讷瓦勒的时区为UTC+01:00、UTC+02:00（夏令时）。

## 行政
雷讷瓦勒的邮政编码为02340，INSEE市镇编码为02641。

## 政治
雷讷瓦勒所属的省级选区为韦尔万县。

## 人口

1962-2008年间雷讷瓦勒人口变化图示

雷讷瓦勒于2022年1月1日时的人口数量为127人。